# Gustaf Daniel Wilcke
Gustaf Daniel Wilcke, född 22 november 1776 i Stockholm, död 4 oktober 1863, var en svensk industriidkare.  Han var brorson till fysikern Johan Carl Wilcke (1732–1796).

## Biografi
Wilcke var son till stadsläkaren Henrik Christian Daniel Wilcke och Catharina Maria Meisner. Mellan 1806 och 1833 ägde G.D. Wilcke Bergsunds Mekaniska Verkstad och fram till 1858 Bergsunds järngjuterieverk på Bergsunds bruk på Södermalm i Stockholm och anställde där bland andra Samuel Owen, som 1806-1809 var förste mästare vid Bergsunds modellverkstäder. Den första svensktillverkade ångmaskinen och valsverket för valsning av järnplåtar tillverkades här. Även vid Nyhyttans bruk, som han ägde 1812-1818, anlade han ett stort gjuteri. Utvecklingen av gjuteriverksamheten i Sverige kom efter Wilcke att övertas av Bolinders mekaniska verkstad, grundad 1844.
1830 gav Wilcke ut Underrättelser om Bergsunds bruk.